# Pamplona (kommun)
Pamplona är en kommun i Colombia.   Den ligger i departementet Norte de Santander, i den norra delen av landet, 300 km nordost om huvudstaden Bogotá. Antalet invånare är 53 147. Arean är 1 176 kvadratkilometer.
Terrängen i Pamplona är mycket bergig.